# وان‌اسپیس
وان‌اسپیس (چینی: OneSpace) شرکت هوافضای چینی است، که در سال ۲۰۱۵ تأسیس شد.